# Веса Гачева
Веса Аврамова Гачева е българска театрална актриса.

## Биография
Родена е на 31 януари 1913 г. в Добрич. Тя е 3-то дете в семейството на известния общественик Аврам Гачев. Умира на 9 юли 1978 г.
Театралната ѝ дейност започва във Варненския драматичен театър. След играе в други постоянни (в Силистра, Добрич, Шумен и пр.) и пътуващи трупи.
През 1937 г. сключва брак с известния варненски артист Ангел Тодоров, от който им се раждат дъщеря Росана (1938) и син Тодор (1947).
След войната Веса Гачева и Ангел Тодоров се установяват окончателно във Варна, където играят до своето пенсиониране.